# سوريندرا فيرما
سوريندرا فيرما (بالإنجليزية: Surendra Verma)‏‏ (7 سبتمبر 1941 في جانسى - )؛ كاتب، وروائي من الهند.

## الجوائز
- جائزة سانجيت ناتاك أكاديمي  [لغات أخرى]‏
- جائزة أكاديمية شايتا  [لغات أخرى]‏":: SAHITYA : Akademi Awards ::". مؤرشف من الأصل في 2019-02-06. اطلع عليه بتاريخ 2019-03-07.